# Александро-Мариинское училище (Иркутск)

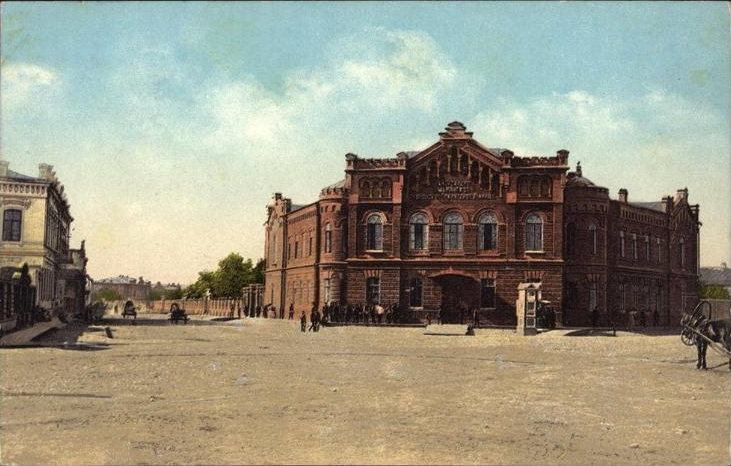
Здание Александро-Мариинского училища

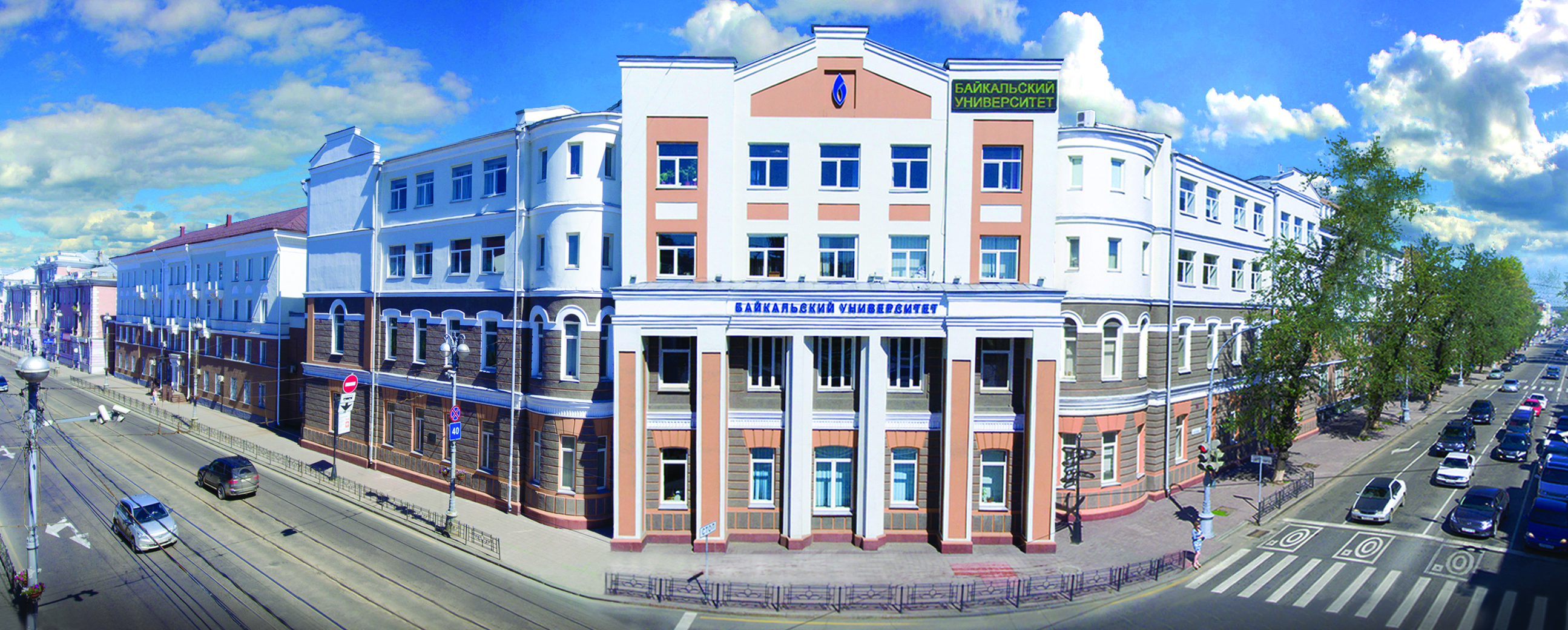
Главный корпус Байкальского государственного университета, 2016 год

Александро-Мариинское училище — городское пятиклассное училище в Иркутске, существовавшее с 1895 по 1917 годы. В настоящее время в здании училища размещается Байкальский государственный университет.

## История
1 июля 1883 года в Иркутске решением Министерства народного просвещения было закрыто четырёхклассное городское училище. По особому разрешению оно проработало ещё год, однако остро встал вопрос о создании нового училища. В 1891 году было принято решение просить об открытии пятиклассного городского училища на 200 учеников и в ознаменование 25-летия брака дать ему имя в честь Александра III и Марии Фёдоровны.
Проект здания подготовил иркутский архитектор В. А. Рассушин. Разместить училище было решено на пересечении улиц Большой и Амурской, где ранее располагалась женская гимназия. Деньги на строительство поступили из завещанных городу средств И. Н. Трапезникова. Подрядчиком выступил мещанин И. В. Самсонов. Строительство велось в 1894–95 годах и обошлось 53 900 рублей. 31 августа 1895 года здание было освящено в присутствии генерал-губернатора А. Д. Горемыкина.
В 1902 году в училище разместилась библиотека Учительского общества. После революции училище закрыли, а здание передали под нужды советских органов. В конце 1920-х годов в нём открылся рабочий клуб.
Решением Совета Народных  Комиссаров СССР 11 августа 1930 года был организован Сибирский финансово-экономический институт, который разместился в здании бывшего училища. Под нужды вуза в начале 1930-х годов оно было реконструировано, надстроены два этажа. По состоянию на 2017 года преемник института — Байкальский государственный университет — по прежнему располагается в этом здании.